# Tarso Voon
Tarso Voon és un estratovolcà que es troba a les muntanyes Tibesti, al nord del Txad i que s'eleva fins als 3.100 msnm.
El cim de la muntanya està dominat per una caldera, relativament plana, de 14 quilòmetres de llargada i 18 d'amplada. Hi ha extensos fluxos basàltics al costat nord-est en un arc de 180 graus, resultat de l'alta activitat que va tenir el volcà durant el Quaternari. Els dipòsits piroclàstics es troben entre 15 i 35 quilòmetres al voltant de la caldera, ocupant una superfície de 2.600 km² i un volum de 130 km³. La muntanya va ser construïda sobre una base d'esquists precambrians.